# باكالي (باشكورتوستان)
باكالي (بالروسية: Бакалы) هي مدينة في جمهورية باشكورتوستان في روسيا. ويبلغ عدد سكانها حوالي 9392 نسمة. تعد قرية أسكاروفو المركز الإداري لكل من المقاطعة الإدارية والبلدية لمقاطعة باكالينسكي.